# 小行星4736
小行星4736（英語：4736 Johnwood）是一颗围绕太阳公转的小行星。1983年1月13日，卡罗琳·舒梅克在帕洛马山发现了此天体。
这颗小行星的绝对星等为106.4063484622256等。